# 5668 (année hébraïque)
5668 (hébreu : ה'תרס"ח , abbr. : תרס"ח) est une année hébraïque qui a commencé à la veille au soir du 9 septembre 1907 et s'est finie le 25 septembre 1908. Cette année a compté 383 jours. Ce fut une année embolismique dans le cycle métonique, avec deux mois de Adar - Adar I et Adar II. Ce fut la cinquième année depuis la dernière année de chemitta.

## Calendrier
Ce calendrier hébraïque de l'année 5668 donne les correspondances avec les dates du calendrier grégorien.
Le premier nombre dans chaque case correspond au jour du mois hébraïque. Les jours en couleurs sont des jours remarquables juifs .
| ◄◄ | 5668 | ►► |

## Naissances
- Avraham Stern
- Mordechai Surkis

## Décès
- Yehiel Mihel Epstein

5663 - 5664 - 5665 - 5666 - 5667 - 5668 - 5669 - 5670 - 5671 - 5672 - 5673